# Hasan Acar
Hasan Hüseyin Acar (* 16. Dezember 1994 in Eskişehir) ist ein türkischer Fußballspieler. Während der Rückrunde der Saison 2020/21 stand Acar bei Alanyaspor unter Vertrag.

## Karriere

### Verein
Acar begann mit dem Vereinsfußball 2007 in der Jugend von Eskişehirspor. Hier erhielt er zwar 2011 einen Profivertrag, jedoch spielte er zwei weitere Spielzeiten für die Jugend- bzw. Reservemannschaft des Vereins. 
Im Sommer 2013 wurde er vom neuen Cheftrainer Ertuğrul Sağlam in den Profikader aufgenommen und gab am ersten Spieltag der Saison 2013/14 gegen Bursaspor sein Profidebüt. Für die Rückrunde der Saison 2014/15 wurde er an den Drittligisten Göztepe Izmir ausgeliehen. Mit diesem Verein beendete er die Saison als Meister der TFF 2. Lig und erreichte so den Aufstieg in die TFF 1. Lig.

### Nationalmannschaft
Acar wurde im Oktober 2013 in den Kader der Türkischen U-20-Nationalmannschaft nominiert und absolvierte in diesem Monat zwei Spiele.

## Erfolge
Mit Göztepe Izmir
- Meister der TFF 2. Lig und Aufstieg in die TFF 1. Lig: 2014/15